# Disynaphiinae
Disynaphiinae es una subtribu de plantas con flores perteneciente a la subfamilia Asteroideae dentro de la familia de las asteráceas. Tiene los siguientes géneros.

## Taxonomía
El hábito de las especies de esta subtribu es generalmente erecto. El ciclo de vida es perenne, mientras que el  habitus es herbáceo o más generalmente con formato de arbusto o árbol pequeño. Las hojas a lo largo del tallo están en disposición opuesta, en algunas especies,  es en espiral. La lámina es estrictamente lanceolada como en Disynaphia , o en forma de corazón como en Symphyopappus, rara vez la forma pueden ser lobulada tipo pinnada o bi-pinnadas; los bordes pueden ser más o menos con dientes de sierra. Las inflorescencias son terminales, formadas por muchas cabezas , mayoritariamente brevemente pediceladas y compuestas en formaciones densas corimbosas o paniculadas. Las cabezas de las flores están soportados por una carcasa cilíndrica formada estrictamente por diferentes escalas, persistente en su mayoría, dispuestas de manera sub- imbricada dentro de la cual un receptáculo actúa como una base para las flores. El receptáculo es ligeramente convexo, sin pelos y sin lana para proteger la base de las flores.
Las flores son tetra-cíclico (con cuatro verticilos : taza - corolla - androceo - harén ) y pentámeros . (cada verticilo se compone de cinco elementos) [2] El número de flores casi siempre con cinco lóbulos de la corola recta o casi lisos en el interior. Las frutas son aquenios con vilano . 

## Géneros
La subtribu comprende 6 géneros y unas 44 especies.

| Géneros                                  | N. especies                                               | Distribución |
| ---------------------------------------- | --------------------------------------------------------- | ------------ |
| Acanthostyles R.M. King & H. Rob., 1971  | 1 sp. (A. buniifolius (Hook. & Arn.) R.M. King & H. Rob.) | Sudamérica   |
| Campovassouria R.M. King & H. Rob., 1971 | 1 sp. (C. cruciata (Vell.) R.M. King & H. Rob.)           | Sudamérica   |
| Disynaphia Hook. & Arn. ex. DC, 1838     | 16 spp.                                                   | Sudamérica   |
| Grazielia R.M. King & H. Rob., 1972      | 11 spp.                                                   | Sudamérica   |
| Raulinoreitzia R.M. King & H. Rob., 1971 | 3 spp.                                                    | Sudamérica   |
| Symphyopappus Turcz., 1848               | 12 spp.                                                   | Brasil       |